# Cratere Gagarin
Gagarin è un grande cratere lunare di 261,83 km situato nella parte sud-occidentale della faccia nascosta della Luna, poco oltre il terminatore, fra il cratere Pavlov, a sud-ovest, e il cratere Keeler. Nei pressi del suoi bordi vi sono il cratere Levi-Civita, a sud-ovest, e il cratere Beijerinck, a nord-nord-est. Il cratere Denning è situato nei pressi del bordo nord-occidentale di Gagarin in una zona che possiede un fondo con una minore albedo rispetto a quello di Gagarin.
Pesantemente eroso da una lunga serie di impatti meteoritici, presenta un bordo consumato che forma un crinale basso e circolare attorno ad un interno rotondo. La superficie interna è coperta da una moltitudine di crateri di varie dimensioni, fra i quali il cratere Isaev a nord-nord-ovest, il cratere Grave a nord-nord-est, il cratere Raspletin a sud-est, il cratere Andronov a sud-ovest.
Il cratere è dedicato al cosmonauta sovietico Jurij Gagarin.

## Crateri correlati
Alcuni crateri minori situati in prossimità di Gagarin sono convenzionalmente identificati, sulle mappe lunari, attraverso una lettera associata al nome.
| Gagarin | Coordinate             | Diametro (in km) |
| ------- | ---------------------- | ---------------- |
| G       | 20°30′36″S 150°32′24″E | 13,73            |
| M       | 23°30′36″S 149°10′12″E | 17,58            |
| T       | 19°19′48″S 144°45′00″E | 26,42            |
| Z       | 15°18′36″S 149°36′00″E | 26,85            |